# Élections municipales de 2026 dans le Doubs
Pour un article plus général, voir Élections municipales françaises de 2026.
Les élections municipales dans le Doubs sont prévues en mars 2026. Cette page ne traite que les communes de 3 000 habitants et plus dans le Doubs.

## Résultats à l'échelle du département

### Maires sortants et maires élus
| Audincourt                                 | 14 009  | Martial Bourquin               |  | PS  |  |  |  |
| Baume-les-Dames                            | 5 064   | Arnaud Marthey                 |  | PS  |  |  |  |
| Bavans                                     | 3 566   | Sophie Radreau                 |  | PS  |  |  |  |
| Besançon                                   | 120 057 | Anne Vignot                    |  | LÉ  |  |  |  |
| Bethoncourt                                | 5 288   | Jean André                     |  | DVD |  |  |  |
| Doubs                                      | 3 309   | Georges Côte-Colisson*         |  | DVD |  |  |  |
| Étupes                                     | 3 711   | Philippe Claudel               |  | DVG |  |  |  |
| Exincourt                                  | 3 273   | Magali Duvernois               |  | PS  |  |  |  |
| Les Fins                                   | 3 062   | Elisabeth Redoutey             |  | SE  |  |  |  |
| Grand-Charmont                             | 5 865   | Aurélie Dzierzynski            |  | DVG |  |  |  |
| Hérimoncourt                               | 3 530   | Marie-France Bottarlini-Caputo |  | DVD |  |  |  |
| Maîche                                     | 4 226   | Régis Ligier                   |  | DVD |  |  |  |
| Mandeure                                   | 4 672   | Jean-Pierre Hocquet            |  | DVD |  |  |  |
| Montbéliard                                | 25 516  | Marie-Noëlle Biguinet          |  | LR  |  |  |  |
| Morteau                                    | 6 905   | Cédric Bôle                    |  | LR  |  |  |  |
| Ornans                                     | 4 421   | Isabelle Guillame              |  | DVG |  |  |  |
| Pontarlier                                 | 17 928  | Patrick Genre*                 |  | DVD |  |  |  |
| Pont-de-Roide-Vermondans                   | 3 971   | Denis Arnoux                   |  | PS  |  |  |  |
| Saint-Vit                                  | 5 059   | Pascal Routhier                |  | DVD |  |  |  |
| Saône                                      | 3 142   | Benoît Vuillemin               |  | RE  |  |  |  |
| Seloncourt                                 | 5 812   | Daniel Buchwalder              |  | DVD |  |  |  |
| Sochaux                                    | 3 772   | Albert Matocq-Grabot           |  | DVG |  |  |  |
| Valdahon                                   | 5 715   | Sylvie Le Hir                  |  | HOR |  |  |  |
| Valentigney                                | 10 624  | Philippe Gautier               |  | HOR |  |  |  |
| Villers-le-Lac                             | 5 248   | Dominique Mollier              |  | DVD |  |  |  |
| Voujeaucourt                               | 3 152   | Martine Voidey                 |  | DVG |  |  |  |
| * : Maires sortants ne se représentant pas |         |                                |  |     |  |  |  |

### Résultats en nombre de maires
| Partis       | Partis           | Maires sortants | Maires élus | Évolution |
| ------------ | ---------------- | --------------- | ----------- | --------- |
|              | Divers droite    | 9               |             |           |
|              | Les Républicains | 2               |             |           |
| Total droite | Total droite     | 11              |             |           |
|              | Divers gauche    | 5               |             |           |
|              | Parti socialiste | 5               |             |           |
|              | Les Écologistes  | 1               |             |           |
| Total gauche | Total gauche     | 11              |             |           |
|              | Horizons         | 2               |             |           |
|              | Renaissance      | 1               |             |           |
| Total centre | Total centre     | 3               |             |           |
|              | Sans étiquette   | 1               |             |           |
| Total        | Total            | 26              | 26          | -         |

## Résultats dans les communes de plus de 3 000 habitants

### Audincourt
- Maire sortant : Martial Bourquin (PS)
- 33 sièges à pourvoir au conseil municipal (population légale 2022 : 14 009 habitants)
- 8 sièges à pourvoir au conseil communautaire (Pays de Montbéliard Agglomération)

| Tête de liste | Tête de liste | Parti(s) | Nuance | Premier tour | Premier tour | Second tour | Second tour | Sièges | Sièges |
| Tête de liste | Tête de liste | Parti(s) | Nuance | Voix         | %            | Voix        | %           | CM     | CC     |
| ------------- | ------------- | -------- | ------ | ------------ | ------------ | ----------- | ----------- | ------ | ------ |

### Baume-les-Dames
- Maire sortant : Arnaud Marthey (PS)
- 29 sièges à pourvoir au conseil municipal (population légale 2022 : 5 064 habitants)
- 20 sièges à pourvoir au conseil communautaire (CC du Doubs Baumois)

| Tête de liste | Tête de liste | Parti(s) | Nuance | Premier tour | Premier tour | Second tour | Second tour | Sièges | Sièges |
| Tête de liste | Tête de liste | Parti(s) | Nuance | Voix         | %            | Voix        | %           | CM     | CC     |
| ------------- | ------------- | -------- | ------ | ------------ | ------------ | ----------- | ----------- | ------ | ------ |

### Bavans
- Maire sortante : Sophie Radreau (PS)
- 27 sièges à pourvoir au conseil municipal (population légale 2022 : 3 566 habitants)
- 2 sièges à pourvoir au conseil communautaire (Pays de Montbéliard Agglomération)

| Tête de liste | Tête de liste | Parti(s) | Nuance | Premier tour | Premier tour | Second tour | Second tour | Sièges | Sièges |
| Tête de liste | Tête de liste | Parti(s) | Nuance | Voix         | %            | Voix        | %           | CM     | CC     |
| ------------- | ------------- | -------- | ------ | ------------ | ------------ | ----------- | ----------- | ------ | ------ |

### Besançon
- Maire sortante : Anne Vignot (LÉ)
- 55 sièges à pourvoir au conseil municipal (population légale 2022 : 120 057 habitants)
- 55 siège à pourvoir au conseil communautaire (Grand Besançon Métropole)

| Tête de liste            | Tête de liste        | Parti(s)           | Nuance | Premier tour | Premier tour | Second tour | Second tour | Sièges | Sièges |
| Tête de liste            | Tête de liste        | Parti(s)           | Nuance | Voix         | %            | Voix        | %           | CM     | CC     |
| ------------------------ | -------------------- | ------------------ | ------ | ------------ | ------------ | ----------- | ----------- | ------ | ------ |
|                          | Anne Vignot,         | LÉLFI-PCF-G·s      |        |              |              |             |             |        |        |
|                          | Jean-Sébastien Leuba | PS                 |        |              |              |             |             |        |        |
|                          | Nicolas Bodin,       | PS diss.-Cap21-PRG |        |              |              |             |             |        |        |
|                          | Éric Delabrousset,   | HOR-RE             |        |              |              |             |             |        |        |
|                          | Ludovic Fagaut       | LR                 |        |              |              |             |             |        |        |
|                          | Jacques Ricciardetti | RN                 |        |              |              |             |             |        |        |
|                          |                      |                    |        |              |              |             |             |        |        |
| Exprimés                 |                      |                    |        |              |              |             |             |        |        |
| Votes blancs             |                      |                    |        |              |              |             |             |        |        |
| Votes nuls               |                      |                    |        |              |              |             |             |        |        |
| Total                    | Total                | Total              | Total  |              | 100          |             | 100         | 55     | 55     |
| Absentions               |                      |                    |        |              |              |             |             |        |        |
| Inscrits / participation |                      |                    |        |              |              |             |             |        |        |

### Bethoncourt
- Maire sortant : Jean André (DVD)
- 29 sièges à pourvoir au conseil municipal (population légale 2022 : 5 288 habitants)
- 3 sièges à pourvoir au conseil communautaire (Pays de Montbéliard Agglomération)

| Tête de liste            | Tête de liste  | Parti(s) | Nuance | Premier tour | Premier tour | Second tour | Second tour | Sièges | Sièges |
| Tête de liste            | Tête de liste  | Parti(s) | Nuance | Voix         | %            | Voix        | %           | CM     | CC     |
| ------------------------ | -------------- | -------- | ------ | ------------ | ------------ | ----------- | ----------- | ------ | ------ |
|                          | Philippe Mauro | DVG      |        |              |              |             |             |        |        |
|                          |                |          |        |              |              |             |             |        |        |
| Exprimés                 |                |          |        |              |              |             |             |        |        |
| Votes blancs             |                |          |        |              |              |             |             |        |        |
| Votes nuls               |                |          |        |              |              |             |             |        |        |
| Total                    | Total          | Total    | Total  |              | 100          |             | 100         | 29     | 3      |
| Absentions               |                |          |        |              |              |             |             |        |        |
| Inscrits / participation |                |          |        |              |              |             |             |        |        |

### Doubs
- Maire sortant : Georges Côte-Colisson (DVD)
- 23 sièges à pourvoir au conseil municipal (population légale 2022 : 3 309 habitants)
- 5 sièges à pourvoir au conseil communautaire (CC du Grand Pontarlier)

| Tête de liste | Tête de liste | Parti(s) | Nuance | Premier tour | Premier tour | Second tour | Second tour | Sièges | Sièges |
| Tête de liste | Tête de liste | Parti(s) | Nuance | Voix         | %            | Voix        | %           | CM     | CC     |
| ------------- | ------------- | -------- | ------ | ------------ | ------------ | ----------- | ----------- | ------ | ------ |

### Étupes
- Maire sortant : Philippe Claudel (DVG)
- 27 sièges à pourvoir au conseil municipal (population légale 2022 : 3 711 habitants)
- 2 sièges à pourvoir au conseil communautaire (Pays de Montbéliard Agglomération)

| Tête de liste | Tête de liste | Parti(s) | Nuance | Premier tour | Premier tour | Second tour | Second tour | Sièges | Sièges |
| Tête de liste | Tête de liste | Parti(s) | Nuance | Voix         | %            | Voix        | %           | CM     | CC     |
| ------------- | ------------- | -------- | ------ | ------------ | ------------ | ----------- | ----------- | ------ | ------ |

### Exincourt
- Maire sortante : Magali Duvernois (PS)
- 23 sièges à pourvoir au conseil municipal (population légale 2022 : 3 273 habitants)
- 2 sièges à pourvoir au conseil communautaire (Pays de Montbéliard Agglomération)

| Tête de liste | Tête de liste | Parti(s) | Nuance | Premier tour | Premier tour | Second tour | Second tour | Sièges | Sièges |
| Tête de liste | Tête de liste | Parti(s) | Nuance | Voix         | %            | Voix        | %           | CM     | CC     |
| ------------- | ------------- | -------- | ------ | ------------ | ------------ | ----------- | ----------- | ------ | ------ |

### Les Fins
- Maire sortante : Elisabeth Redoutey (SE)
- 23 sièges à pourvoir au conseil municipal (population légale 2022 : 3 062 habitants)
- 5 sièges à pourvoir au conseil communautaire (CC du Val de Morteau)

| Tête de liste | Tête de liste | Parti(s) | Nuance | Premier tour | Premier tour | Second tour | Second tour | Sièges | Sièges |
| Tête de liste | Tête de liste | Parti(s) | Nuance | Voix         | %            | Voix        | %           | CM     | CC     |
| ------------- | ------------- | -------- | ------ | ------------ | ------------ | ----------- | ----------- | ------ | ------ |

### Grand-Charmont
- Maire sortante : Aurélie Dzierzynski (DVG)
- 29 sièges à pourvoir au conseil municipal (population légale 2022 : 5 865 habitants)
- 3 sièges à pourvoir au conseil communautaire (Pays de Montbéliard Agglomération)

| Tête de liste | Tête de liste | Parti(s) | Nuance | Premier tour | Premier tour | Second tour | Second tour | Sièges | Sièges |
| Tête de liste | Tête de liste | Parti(s) | Nuance | Voix         | %            | Voix        | %           | CM     | CC     |
| ------------- | ------------- | -------- | ------ | ------------ | ------------ | ----------- | ----------- | ------ | ------ |

### Hérimoncourt
- Maire sortante : Marie-France Bottarlini-Caputo (DVD)
- 27 sièges à pourvoir au conseil municipal (population légale 2022 : 3 530 habitants)
- 2 sièges à pourvoir au conseil communautaire (Pays de Montbéliard Agglomération)

| Tête de liste | Tête de liste | Parti(s) | Nuance | Premier tour | Premier tour | Second tour | Second tour | Sièges | Sièges |
| Tête de liste | Tête de liste | Parti(s) | Nuance | Voix         | %            | Voix        | %           | CM     | CC     |
| ------------- | ------------- | -------- | ------ | ------------ | ------------ | ----------- | ----------- | ------ | ------ |

### Maîche
- Maire sortant : Régis Ligier (DVD)
- 27 sièges à pourvoir au conseil municipal (population légale 2022 : 4 226 habitants)
- 12 sièges à pourvoir au conseil communautaire (CC du Pays de Maîche)

| Tête de liste | Tête de liste | Parti(s) | Nuance | Premier tour | Premier tour | Second tour | Second tour | Sièges | Sièges |
| Tête de liste | Tête de liste | Parti(s) | Nuance | Voix         | %            | Voix        | %           | CM     | CC     |
| ------------- | ------------- | -------- | ------ | ------------ | ------------ | ----------- | ----------- | ------ | ------ |

### Mandeure
- Maire sortant : Jean-Pierre Hocquet (DVD)
- 27 sièges à pourvoir au conseil municipal (population légale 2022 : 4 672 habitants)
- 2 sièges à pourvoir au conseil communautaire (Pays de Montbéliard Agglomération)

| Tête de liste | Tête de liste | Parti(s) | Nuance | Premier tour | Premier tour | Second tour | Second tour | Sièges | Sièges |
| Tête de liste | Tête de liste | Parti(s) | Nuance | Voix         | %            | Voix        | %           | CM     | CC     |
| ------------- | ------------- | -------- | ------ | ------------ | ------------ | ----------- | ----------- | ------ | ------ |

### Montbéliard
- Maire sortante : Marie-Noëlle Biguinet (LR)
- 35 sièges à pourvoir au conseil municipal (population légale 2022 : 25 516 habitants)
- 15 sièges à pourvoir au conseil communautaire (Pays de Montbéliard Agglomération)

| Tête de liste | Tête de liste | Parti(s) | Nuance | Premier tour | Premier tour | Second tour | Second tour | Sièges | Sièges |
| Tête de liste | Tête de liste | Parti(s) | Nuance | Voix         | %            | Voix        | %           | CM     | CC     |
| ------------- | ------------- | -------- | ------ | ------------ | ------------ | ----------- | ----------- | ------ | ------ |

### Morteau
- Maire sortant : Cédric Bôle (LR)
- 29 sièges à pourvoir au conseil municipal (population légale 2022 : 6 905 habitants)
- 11 sièges à pourvoir au conseil communautaire (CC du Val de Morteau)

| Tête de liste | Tête de liste | Parti(s) | Nuance | Premier tour | Premier tour | Second tour | Second tour | Sièges | Sièges |
| Tête de liste | Tête de liste | Parti(s) | Nuance | Voix         | %            | Voix        | %           | CM     | CC     |
| ------------- | ------------- | -------- | ------ | ------------ | ------------ | ----------- | ----------- | ------ | ------ |

### Ornans
- Maire sortante : Isabelle Guillame (DVG)
- 27 sièges à pourvoir au conseil municipal (population légale 2022 : 4 421 habitants)
- 14 sièges à pourvoir au conseil communautaire (CC Loue-Lison)

| Tête de liste | Tête de liste | Parti(s) | Nuance | Premier tour | Premier tour | Second tour | Second tour | Sièges | Sièges |
| Tête de liste | Tête de liste | Parti(s) | Nuance | Voix         | %            | Voix        | %           | CM     | CC     |
| ------------- | ------------- | -------- | ------ | ------------ | ------------ | ----------- | ----------- | ------ | ------ |

### Pontarlier
- Maire sortant : Patrick Genre (DVD)
- 33 sièges à pourvoir au conseil municipal (population légale 2022 : 17 928 habitants)
- 17 sièges à pourvoir au conseil communautaire (CC du Grand Pontarlier)

| Tête de liste | Tête de liste | Parti(s) | Nuance | Premier tour | Premier tour | Second tour | Second tour | Sièges | Sièges |
| Tête de liste | Tête de liste | Parti(s) | Nuance | Voix         | %            | Voix        | %           | CM     | CC     |
| ------------- | ------------- | -------- | ------ | ------------ | ------------ | ----------- | ----------- | ------ | ------ |

### Pont-de-Roide-Vermondans
- Maire sortant : Denis Arnoux (PS)
- 27 sièges à pourvoir au conseil municipal (population légale 2022 : 3 971 habitants)
- 2 sièges à pourvoir au conseil communautaire (Pays de Montbéliard Agglomération)

| Tête de liste | Tête de liste | Parti(s) | Nuance | Premier tour | Premier tour | Second tour | Second tour | Sièges | Sièges |
| Tête de liste | Tête de liste | Parti(s) | Nuance | Voix         | %            | Voix        | %           | CM     | CC     |
| ------------- | ------------- | -------- | ------ | ------------ | ------------ | ----------- | ----------- | ------ | ------ |

### Saint-Vit
- Maire sortant : Pascal Routhier (DVD)
- 29 sièges à pourvoir au conseil municipal (population légale 2022 : 5 059 habitants)
- 2 sièges à pourvoir au conseil communautaire (Grand Besançon Métropole)

| Tête de liste | Tête de liste | Parti(s) | Nuance | Premier tour | Premier tour | Second tour | Second tour | Sièges | Sièges |
| Tête de liste | Tête de liste | Parti(s) | Nuance | Voix         | %            | Voix        | %           | CM     | CC     |
| ------------- | ------------- | -------- | ------ | ------------ | ------------ | ----------- | ----------- | ------ | ------ |

### Saône
- Maire sortant : Benoît Vuillemin (RE)
- 23 sièges à pourvoir au conseil municipal (population légale 2022 : 3 142 habitants)
- 1 siège à pourvoir au conseil communautaire (Grand Besançon Métropole)

| Tête de liste | Tête de liste | Parti(s) | Nuance | Premier tour | Premier tour | Second tour | Second tour | Sièges | Sièges |
| Tête de liste | Tête de liste | Parti(s) | Nuance | Voix         | %            | Voix        | %           | CM     | CC     |
| ------------- | ------------- | -------- | ------ | ------------ | ------------ | ----------- | ----------- | ------ | ------ |

### Seloncourt
- Maire sortant : Daniel Buchwalder (DVD)
- 29 sièges à pourvoir au conseil municipal (population légale 2022 : 5 812 habitants)
- 3 sièges à pourvoir au conseil communautaire (Pays de Montbéliard Agglomération)

| Tête de liste | Tête de liste | Parti(s) | Nuance | Premier tour | Premier tour | Second tour | Second tour | Sièges | Sièges |
| Tête de liste | Tête de liste | Parti(s) | Nuance | Voix         | %            | Voix        | %           | CM     | CC     |
| ------------- | ------------- | -------- | ------ | ------------ | ------------ | ----------- | ----------- | ------ | ------ |

### Sochaux
- Maire sortant : Albert Matocq-Grabot (DVG)
- 27 sièges à pourvoir au conseil municipal (population légale 2022 : 3 772 habitants)
- 2 sièges à pourvoir au conseil communautaire (Pays de Montbéliard Agglomération)

| Tête de liste | Tête de liste | Parti(s) | Nuance | Premier tour | Premier tour | Second tour | Second tour | Sièges | Sièges |
| Tête de liste | Tête de liste | Parti(s) | Nuance | Voix         | %            | Voix        | %           | CM     | CC     |
| ------------- | ------------- | -------- | ------ | ------------ | ------------ | ----------- | ----------- | ------ | ------ |

### Valdahon
- Maire sortante : Sylvie Le Hir (HOR)
- 29 sièges à pourvoir au conseil municipal (population légale 2022 : 5 715 habitants)
- 11 sièges à pourvoir au conseil communautaire (CC des Portes du Haut-Doubs)

| Tête de liste | Tête de liste | Parti(s) | Nuance | Premier tour | Premier tour | Second tour | Second tour | Sièges | Sièges |
| Tête de liste | Tête de liste | Parti(s) | Nuance | Voix         | %            | Voix        | %           | CM     | CC     |
| ------------- | ------------- | -------- | ------ | ------------ | ------------ | ----------- | ----------- | ------ | ------ |

### Valentigney
- Maire sortant : Philippe Gautier (HOR)
- 33 sièges à pourvoir au conseil municipal (population légale 2022 : 10 624 habitants)
- 6 sièges à pourvoir au conseil communautaire (Pays de Montbéliard Agglomération)

| Tête de liste | Tête de liste | Parti(s) | Nuance | Premier tour | Premier tour | Second tour | Second tour | Sièges | Sièges |
| Tête de liste | Tête de liste | Parti(s) | Nuance | Voix         | %            | Voix        | %           | CM     | CC     |
| ------------- | ------------- | -------- | ------ | ------------ | ------------ | ----------- | ----------- | ------ | ------ |

### Villers-le-Lac
- Maire sortante : Dominique Mollier (DVD)
- 29 sièges à pourvoir au conseil municipal (population légale 2022 : 5 248 habitants)
- 7 sièges à pourvoir au conseil communautaire (CC du Val de Morteau)

| Tête de liste | Tête de liste | Parti(s) | Nuance | Premier tour | Premier tour | Second tour | Second tour | Sièges | Sièges |
| Tête de liste | Tête de liste | Parti(s) | Nuance | Voix         | %            | Voix        | %           | CM     | CC     |
| ------------- | ------------- | -------- | ------ | ------------ | ------------ | ----------- | ----------- | ------ | ------ |

### Voujeaucourt
- Maire sortante : Martine Voidey (DVG)
- 23 sièges à pourvoir au conseil municipal (population légale 2022 : 3 152 habitants)
- 2 sièges à pourvoir au conseil communautaire (Pays de Montbéliard Agglomération)

| Tête de liste | Tête de liste | Parti(s) | Nuance | Premier tour | Premier tour | Second tour | Second tour | Sièges | Sièges |
| Tête de liste | Tête de liste | Parti(s) | Nuance | Voix         | %            | Voix        | %           | CM     | CC     |
| ------------- | ------------- | -------- | ------ | ------------ | ------------ | ----------- | ----------- | ------ | ------ |